# Білоч (річка)
Білоч (Білочка) — річка в Україні, в межах Кодимської міської громади Подільського району Одеської області, а також в Молдові. Ліва притока Дністра (басейн Чорного моря).

## Опис
Довжина близько 33 км (в межах України — 23,7 км), похил річки - 5 м/км, площа басейну - 237 км². Річище помірно звивисте. Долина вузька, глибока, порізана балками і ярами; її схили в багатьох місцях круті. Заплава місцями одностороння. У верхів'ї споруджено кілька ставків.

## Розташування
Білоч бере початок на північ від села Серби. Тече переважно на південь і (частково) на південний захід. Впадає до Дністра у межах села Білоч. 
Основна притока: Гонорівка (права).
Населені пункти вздовж берегової лінії: Серби, Писарівка, Грабове, Шершенці (Україна), Вадатурково, Білоч (Молдова).